# Bamse (film fra 1968)
 For alternative betydninger, se Bamse. (Se også artikler, som begynder med Bamse)
Bamse er en svensk film fra 1968 instrueret af Arne Mattsson (sv).
Titlen henviser til en bamse, der blev fundet i den bil, hvori forretningsmanden Christer Berg blev dræbt i en trafikulykke. Bergs søn, Christer Berg junior (Björn Thambert) opsporer bamsebjørnens ejer, hans fars elskerinde Barbro (Grynet Molvig), og de to indleder et forhold.